# Squilla tiburonensis
Squilla tiburonensis is een bidsprinkhaankreeftensoort uit de familie van de Squillidae. De wetenschappelijke naam van de soort is voor het eerst geldig gepubliceerd in 1940 door Schmitt.